# Dobruša
Dobruša este o localitate din comuna Vodice, Slovenia, cu o populație de 104 locuitori.